# Boeing Insitu RQ-21 Integrator
Boeing Insitu RQ-21 Integrator – amerykański bezzałogowy statek powietrzny (ang. Unmanned Aerial Vehicle – UAV) opracowany przez firmę Boeing i Insitu dla United States Navy w ramach programu stworzenia systemu niewielkiego, taktycznego aparatu bezzałogowego (Small Tactical Unmanned Air System – STUAS) przeznaczonego do rozpoznania w trudnych warunkach atmosferycznych.

## Historia
RQ-21 został opracowany w celu zastąpienia używanych przez amerykańską marynarkę bezzałogowych aparatów Boeing Insitu ScanEagle. Podobnie jak ScanEagle miał być to mały, tani w produkcji i eksploatacji samolot bezzałogowy. W lipcu 2010 roku US Navy (U.S. Naval Air Warfare Center Aircraft Division) przyznała firmie Insitu środki finansowe na opracowanie docelowego samolotu. 28 lipca 2012 roku ukończony bsl po raz pierwszy wzbił się w powietrze. Po serii trzymiesięcznych prób w powietrzu, 10 lutego 2013 roku RQ-21 po raz pierwszy został sprawdzony w działaniach na wodzie operując z pokładu okrętu desantowego typu San Antonio USS Mesa Verde. 18 lutego 2013 roku na poligonie w Oregonie do swojego dziewiczego lotu wzbiła się zmodernizowana wersja oznaczona jako RQ-21A Block II. Bezzałogowy statek powietrzny wyposażono w zestaw czujników NightEagle stosowany na jednej z wersji ScanEagle przeznaczonej do działań w nocy. Dostawy seryjnych RQ-21 miały rozpocząć się pod koniec 2013 roku, a rok później planowane było uzyskanie zdolności operacyjnej.
29 września 2017 roku, w ramach programu Foreign Military Sales, Polska podpisała międzyrządową umowę na zakup pojedynczego zestawu RQ-21A z rządem USA. W konsekwencji, 30 marca 2018 roku Departament Obrony Stanów Zjednoczonych zawarł z producentem aparatu, firmą Insitu kontrakt na jego zakup. Obok samego samolotu, zakup objął również naziemną stacje kontroli, wyrzutnie aparatu, system wspomagający lądowanie oraz pakiet wsparcia technicznego. Odbiorcą całego zestawu mają być Wojska Specjalne.

## Służba
Dron został wprowadzony na wyposażenie dwóch dywizjonów amerykańskiej Piechoty Morskiej, VMU-2 i VMU-3. Marynarka Wojenna USA używa RQ-21 w swoich Siłach Specjalnych m.in. do akcji przeciwko piratom oraz zadań poszukiwawczo-ratowniczych.

## Konstrukcja
Samolot jest wolnonośnym górnopłatem z kadłubem umieszczonym pomiędzy dwiema belkami ogonowymi. Belki zakończone są skośnymi statecznikami pionowymi połączonymi sterem wysokości. Tłokowy silnik napędza umieszczone z tyłu kadłuba śmigło pchające (pchacz). Tuż pod dziobem samolotu, w obrysie kadłuba umieszczono głowicę obserwacyjną przeznaczoną do rozpoznania obrazowego. Aparat startuje z pneumatycznej katapulty. Lądowanie następuje z wykorzystaniem urządzenia zwanego Skyhook – jest to słup o wysokości 15 metrów, do którego przyczepiona jest lina, którą przechwytuje RQ-21 lądując.